# Pseudodicliptera
Pseudodicliptera là chi thực vật có hoa trong họ Acanthaceae.